# Multiplexor
Los multiplexores son circuitos combinacionales con varias entradas y una única salida de datos. Están dotados de entradas de control capaces de seleccionar una, y solo una, de las entradas de datos para permitir su transmisión desde la entrada seleccionada hacia dicha salida.
En el campo de la electrónica el multiplexor se utiliza como dispositivo que puede recibir varias entradas y transmitirlas por un medio de transmisión compartido. Para ello lo que hace es dividir el medio de transmisión en múltiples canales, para que varios nodos puedan comunicarse al mismo tiempo.
Una señal que está multiplexada debe demultiplexarse en el otro extremo.
Según la forma en que se realice esta división del medio de transmisión, existen varias clases de multiplexación:

- Multiplexación por división de frecuencia
- Multiplexación por división de tiempo
- Multiplexación por división de código
- Multiplexación por división de longitud de onda

## Diseño en Electrónica Digital

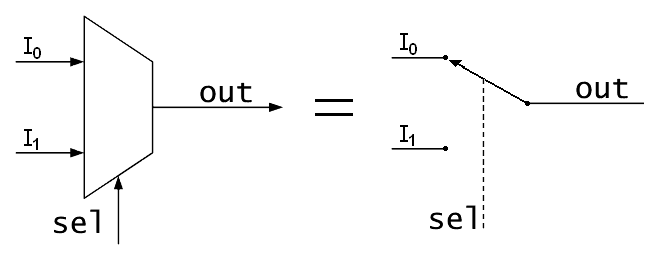
Esquema de un multiplexor 2 a 1. Puede ser comparado a un conmutador controlado.

Estos circuitos combinacionales poseen {\displaystyle 2^{n}} líneas de entrada de datos, una línea de salida y n entradas de selección. Las entradas de selección indican cuál de estas líneas de entrada de datos es la que proporciona el valor a la línea de salida. Cada combinación de las entradas de selección corresponde a una entrada de datos, y la salida final del multiplexor corresponderá al valor de dicha entrada seleccionada. Para identificar la entrada de selección más significativa, por convenio esta siempre es la que está más arriba (de mostrarse de forma vertical) o más a la izquierda (en horizontal), independientemente de su etiqueta identificatoria, a no ser que se especifique lo contrario.
También se pueden construir multiplexores con mayor número de entradas utilizando multiplexores de menos entradas, utilizando la composición de multiplexores.
En electrónica digital, es usado para el control de un flujo de información que equivale a un conmutador. En su forma más básica se compone de dos entradas de datos (A y B), una salida de datos y una entrada de control. Cuando la entrada de control se pone a 0 lógico, la señal de datos A es conectada a la salida; cuando la entrada de control se pone a 1 lógico, la señal de datos B es la que se conecta a la salida.
El multiplexor es una aplicación particular de los decodificadores, tal que existe una entrada de habilitación (EN) por cada puerta AND y al final se hace un OR entre todas las salidas de las puertas AND.
La función de un multiplexor da lugar a diversas aplicaciones:
1. Selector de entradas.
2. Serializador: Convierte datos desde el formato paralelo al formato serie.
3. Transmisión multiplexada: Utilizando las mismas líneas de conexión, se transmiten diferentes datos de distinta procedencia.
4. Realización de funciones lógicas: Utilizando inversores y conectando a 0 o 1 las entradas según intereses, se consigue diseñar funciones complejas, de un modo más compacto que con las tradicionales puertas lógicas.